# Henry Bracton
Henry Bracton (segle xiii) va ser un jurista i religiós anglès, un dels primers escriptors del seu país de temàtica jurídica. Va ser assessor d'Enric III d'Anglaterra i va escriure tractats sobre la monarquia i sobre el dret romà i la seva aplicació a l'Anglaterra medieval (De Legibus et consuetudinibus Angliæ, 1256).